# Makrowirus
Makrowirus (wirus typu makro) – wirus komputerowy uruchamiający się tak samo jak zwykłe makra, a więc w środowisku innego programu (najczęściej któregoś z pakietu Microsoft Office, ze względu na jego popularność). Do replikacji wykorzystują języki makro obecne w zainfekowanym środowisku. Atakują nie pliki wykonywalne, lecz pliki zawierające definicje makro. 
Od wersji 2000 pakietu Office istnieje możliwość poinformowania użytkownika o istnieniu makro jako takich, przed ich uruchomieniem.